# 進歩主義 (政治)
進歩主義（しんぽしゅぎ、英: Progressivism）、または革新主義（かくしんしゅぎ）は、現在の不合理を次第に改善し、新しく、より優れたものを追求する思想。社会改革を支持する政治思想であり、科学技術の進歩や経済発展が人間の条件 (社会哲学)の改善につながるという進歩思想にもとづいている。特に1890年代から第一次世界大戦までのアメリカ合衆国で、政治の革新や経済への干渉を主張した立場・思想・運動を革新主義とよぶ（革新主義時代）。
類似語は、啓蒙主義や改革主義など、対義語は、保守主義など。

## 概要
政治における進歩主義が発生したのは極めて遅く、17世紀以後のことである。それ以前における社会、例えば古代ギリシアでは歴史循環思想が採用され、原罪と終末論に裏打ちされた中世西ヨーロッパ（西方教会地域）では、人間は堕落するものであり、政治においても古き良き法に還ることが求められていた。東洋の儒教世界でも三皇五帝が理想視され、父祖への孝を最も重視する観点から父祖が定めた決まり（国家であれば祖法、家庭であれば家風・家訓）をそのまま維持し続けることが求められ、新たな物事によってより良くするという発想自体が異端とされていた。
ルネサンスや科学革命によって、人類が自然を克服させることに対する自信を高めた17世紀に入ると、その考え方が政治・社会に対しても向けられるようになる。すなわち、パスカルは知の蓄積によって「人類」という一生命体をより完全な存在へと近づけることが出来ると唱え、フランスで発生した啓蒙思想は技術の進歩と道徳の進歩は同じくすると言う考えから、封建思想やアンシャン・レジームを旧・時代の産物として激しく攻撃した。コンドルセの『人間精神の進歩と歴史像』はそれを体系化した著作と言える。19世紀に入ると、ドイツ観念論哲学が持つ合理主義思想やこれに批判的な社会主義思想にも影響を与え、更にチャールズ・ダーウィンの進化論がこれに拍車をかけることになる。イマヌエル・カントはコスモポリタニズムの実現を人類の理想と捉え、ヘーゲルは人類全体に自由意識が浸透することを進歩と捉えた。マルクスは進歩とはプロレタリアートが革命によって自らの力で勝ち取るものだとした。
「進歩主義」の意味は、時代や観点によっても変化している。ヨーロッパの啓蒙時代には、経験値を強化して社会基盤とすることによる非文明的状態から文明への発展をヨーロッパが証明しつつあるとの信念から、進歩主義は非常に重要視された。啓蒙主義の人々は、進歩は全ての社会に普遍的に適用され、その概念は世界中に広がると信じていた。
そして現代では通常「進歩的」と呼ばれているのは「政治的変革や政府支援などを通じて、一般の人々の利益の実現を目的とする社会的または政治的運動」である。例えば民主的なプロセスによる、不平等や差別の改善のための公共政策、環境配慮のための政策提唱、社会的なセーフティーネットや労働者の権利、企業による独占や支配への反対などの多数の運動が「進歩的」と呼ばれている。それらの共通点は、現在の制度や対応方法のマイナスの側面に注意喚起して、民主主義の拡大や社会的または経済的平等の拡大や人々の幸福度の改善などプラスの変化を支持する。
また特に、アメリカにおけるセオドア・ルーズヴェルトからウッドロウ・ウィルソン大統領に至るまでを、独占資本主義・トラスト同盟によって生じた社会問題を、公共の利益という観点から連邦政府が経済に介入するようになった点について「革新主義時代」と称される。

## 日本（明治期）
日本では当初、進歩主義を改進主義と呼んでいた。1882年、明治十四年の政変により下野した大隈重信は、イギリスを手本とした進歩主義政党の立憲改進党を結成し、教育機関として東京専門学校を開校した。当時、内閣は超然主義の藩閥が占めており、対抗勢力の立憲改進党は「王室の尊栄と人民の幸福の全う」・「内治改良等による国権拡張」・「地方自治」・「選挙権の拡大」・「通商の推進」・「硬貨主義」を綱領に掲げた。
1889年、東京専門学校講師の市島謙吉は東京専門学校の参考書として『政治原論』を出版し、その自著において、政党の種類を「急進党」、「守旧党」、「改進党」、「保守党」の四種類とし、「守旧とは守るに極端にして頑然旧例を固守するものなり、急進とは進むに極端にして進取に鋭意し他を顧みるに遑あらざるものなり、保守とは敢て進まざるにあらずと雖も進歩の中にも秩序を保つを以て第一義とし、改進とは敢て守らざるに非ずと雖も只管現状を改良するを以て第一義と為すものなり」と説いた。また、市島謙吉は、改進と保守について、改進は分権、通商、興産不干渉の政策を取る傾向にあり、保守は集権、外交、興産政策を取る傾向にあるとし、アメリカは改進主義のみ行われ、イギリスは保守主義のみ行われるとした。
1889年、大日本帝国憲法が発布される。同年、立憲改進党は、憲法に反する大隈重信の条約改正の断行を主張し、自由党との対立が深まった (外人法官任用問題)。1890年、九州の進歩主義の各政派は九州聯合同志会の組織を議決し、その後、九州同志会となった。九州同志会は進歩党連合を画策し、立憲改進党、自由党、愛国公党、大同倶楽部と交渉を行い、これら五党は協議会を開いたものの、立憲改進党と自由党の溝は深く、立憲改進党は新党に加わらず、九州同志会、自由党、愛国公党、大同倶楽部の4党は合同で「自由の大義に仗(よ)り改進の方策に循(したが)」うとする立憲自由党 (後の自由党)を組織した。立憲自由党は改進の方針を掲げるものの、その綱領は「民権拡張」「政党擁護」「対等外交」「政党内閣」であり、立憲改進党の方針とは異なっていた。
1892年、千島艦事件が起こると、立憲改進党は対外硬六派の一つとなって現行条約励行運動を行った。1894年、犬養毅は選挙対策として、立憲改進党の別働隊となる中国進歩党を結成した。1896年、立憲改進党、中国進歩党を含む多数の党は合同して進歩党を結成し、これにより改進党の名前は消滅した。進歩党の綱領は「進歩主義と責任内閣の樹立」「外政の刷新、国権の拡張」「行政機関の革新」「財政の整理、民業の発達」等であった。
1898年、自由党と進歩党は合同して憲政党となり進歩主義方針を掲げた。その後、再度分裂するものの、旧自由党系も憲政党の進歩主義方針を引き継いだ。
1900年、伊藤博文は与党として立憲政友会を結成し、日本の政党政治が開始された。立憲政友会は、旧自由党系の憲政党の人物が大半を占めていた。その綱領には「航海貿易を盛に」・「地方自治」などの進歩主義の内容を含んでいた。
1929年に世界恐慌が起きると、その後、フランスやイギリス等の各国は貿易を関税制から割当制へと移行させ、協定貿易の時代へと突入し、日本も輸出統制を行う必要に迫られた。これにより、古典的自由主義は衰退することとなった。